# Llista de persones que han caminat damunt la Lluna
Dotze persones han caminat damunt la Lluna: el primer en fer-ho fou Neil Armstrong (1969) i l'últim Gene Cernan (1972). Tots els allunatges amb passatgers a bord tingueren lloc entre el juliol de 1969 i el desembre de 1972 com a part del programa Apollo dels Estats units; de fet, les dotze persones que hi han caminat són estatunidenques.
Alan Shepard fou la persona de més edat en caminar damunt la Lluna amb 47 anys i 80 dies; d'altra banda, Charles Duke fou el més jove, amb una edat de 36 anys i 201 dies. Duke, Buzz Aldrin, David Scott i Harrison Schmitt encara estan vius; A 11 de gener de 2020, la mort més recent és la d'Alan Bean.

## Llista
| #   | Imatge | Nom                   | Missió    | Naixement              | Mort                                | Dates d'AEV lunar (UTC) | AEV lunars | Durada de les AEV  | Servei militar                              |
| --- | ------ | --------------------- | --------- | ---------------------- | ----------------------------------- | ----------------------- | ---------- | ------------------ | ------------------------------------------- |
| 1.  |        | Neil Armstrong        | Apollo 11 | 5 d'agost de 1930      | 25 d'agost de 2012 (als 82 anys)    | 21 juliol, 1969         | 1          | 2 hores 31 minutes | NASA \|\| 1 \|\| 2 hores 31 minuts \|\|NASA |
| 2.  |        | Buzz Aldrin           | Apollo 11 | 20 de gener de 1930    |                                     | 21 juliol, 1969         | 1          | 2 hores 31 minuts  | Forces Aèries                               |
| 3.  |        | Charles "Pete" Conrad | Apollo 12 | 2 de juny de 1930      | 8 de juliol de 1999 (als 69 anys)   | 19–20 novembre, 1969    | 2          | 7 hores 45 minuts  | Marina                                      |
| 4.  |        | Alan Bean             | Apollo 12 | 15 de març de 1932     | 26 de maig de 2018 (als 86 anys)    | 19–20 novembre, 1969    | 2          | 7 hores 45 minuts  | Marina                                      |
| 5.  |        | Alan Shepard          | Apollo 14 | 18 de novembre de 1923 | 21 de juliol de 1998 (als 74 anys)  | 5–6 febrer, 1971        | 2          | 9 hores 21 minuts  | Marina                                      |
| 6.  |        | Edgar Mitchell        | Apollo 14 | 17 de setembre de 1930 | 4 de febrer de 2016 (als 85 anys)   | 5–6 febrer, 1971        | 2          | 9 hores 21 minuts  | Marina                                      |
| 7.  |        | David Scott           | Apollo 15 | 6 de juny de 1932      |                                     | 31 juliol–2 agost, 1971 | 3          | 18 hores 33 minuts | Forces Aèries                               |
| 8.  |        | James Irwin           | Apollo 15 | 17 de març de 1930     | 8 de setembre de 1991 (als 61 anys) | 31 juliol–2 agost, 1971 | 3          | 18 hores 33 minuts | Forces Aèries                               |
| 9.  |        | John Young            | Apollo 16 | 24 de setembre de 1930 | 5 de gener de 2018 (als 87 anys)    | 21–23 abril, 1972       | 3          | 20 hores 14 minuts | Marina                                      |
| 10. |        | Charles Duke          | Apollo 16 | 3 d'octubre de 1935    |                                     | 21–23 abril, 1972       | 3          | 20 hores 14 minuts | Forces Aèries                               |
| 11. |        | Gene Cernan           | Apollo 17 | 14 de març de 1934     | 16 de gener de 2017 (als 82 anys)   | 11-14 desembre, 1972    | 3          | 22 hores 2 minuts  | Marina                                      |
| 12. |        | Harrison Schmitt      | Apollo 17 | 3 de juliol de 1935    |                                     | 11–14 desembre, 1972    | 3          | 22 hores 2 minuts  | NASA                                        |

1. 1 2 3  Els nord-americans vius en aquell moment ho recorden com la nit del 20 de juliol de 1969 (Armstrong va trepitjar la Lluna a les 22:56. hores EDT, però era el 21 a UTC.
2. ↑  Armstrong havia deixat l'Armada dels Estats Units i ja era un empleat de la NASA quan ell i Elliot See es van convertir en els primers astronautes civils del Grup d'Astronautes 2. Vegeu la biography de la NASA d'Armstrong i una descripció de la seva recepció d'un premi de la NASA, entre d'altres.

## Possibles nous caminants lunars
Estava previst que Jim Lovell i Fred Haise trepitgessin la Lluna durant la missió Apollo 13, però l'allunatge va ser avortat després d'una avaria greu en el camí a la Lluna. Haise tenia previst tornar a trepitjar la Lluna com a comandant de l'Apolo 19, però l'Apollo 18 i l'Apollo 19 es van cancel·lar el 2 de setembre de 1970.
La NASA va anunciar el juliol del 2019 plans perquè un altre home i la primera dona trepitgin la Lluna durant Artemis 3 el 2024.

## Activitats lunars
Armstrong va baixar per l'escaleta del mòdul lunar i va pronunciar el seu famós epigrama: "És un petit pas per a un home, un gran salt per a la humanitat". A continuació, es va posar a treballar en la recollida de la mostra de contingència, que era una mostra de la superfície lunar recollida al principi de la missió per si es produïa una emergència. Armstrong va treure la càmera de televisió del mòdul lunar i la va muntar en un trípode. A continuació, Aldrin va baixar per l'escala per unir-se a Armstrong. Aldrin va sortir a la superfície uns nou minuts després que Armstrong. Van tenir alguns problemes per plantar la bandera nord-americana en el terra lunar, però van aconseguir fixar-la a la superfície. Aldrin es va col·locar davant d'una càmera de vídeo i va començar a experimentar amb diferents tècniques de locomoció a la superfície. Durant aquests experiments, Armstrong i Aldrin van rebre una trucada telefònica del President Nixon, felicitant-los per l'èxit de l'aterratge.
Aldrin es va posar llavors a documentar l'estat de la nau per assegurar-se que estava en condicions adequades per al proper llançament. Després de preparar un parell d'experiments amb Armstrong, Aldrin es va posar a martellejar un tub a la superfície lunar per obtenir una mostra del nucli. L'AEV d'Aldrin va acabar quan van carregar les mostres lunars a la nau espacial i van llençar els objectes innecessaris, just abans de segellar l'escotilla. Armstrong va realitzar la major part de la fotografia a la superfície, de manera que només hi ha cinc fotos seves a la Lluna.
Poc després de pilotar el LM Falcon fins a un aterratge a Hadley Rille, Scott va realitzar l'única AEV de peu a través de l'escotilla superior del mòdul d'aterratge, utilitzant-la com a lloc elevat des d'on perfeccionar les travesses geològiques que ell i Irwin emprendrien durant els dies següents. Scott es va convertir en el primer en conduir un vehicle a la Lluna en conduir el Lunar Roving Vehicle, duplicant amb escreix el temps d'AEV de l'Apollo 14. Després de l'última travessia, de tornada fora del LM, Scott va realitzar una demostració de la teoria de Galileu que tots els objectes cauen a la mateixa velocitat al buit deixant caure un martell i una ploma per a la càmera de televisió.
Irwin va arribar a la superfície lunar poc després que el seu comandant, Scott. Com a primer passatger del LRV, va tenir un viatge sovint dur mentre Scott es desviava per evitar els cràters. Va ser Irwin qui, durant la segona AEV, va veure per primera vegada la roca del Gènesi i va ajudar Scott a recollir aquest tros de l'escorça lunar primitiva. Home de profunda fe cristiana, Irwin citava els Salms mentre era a la superfície lunar i més tard es va convertir en evangelista.